# Hell Is Empty and All the Devils Are Here
Hell Is Empty and All the Devils Are Here è il quarto album in studio della black metal band inglese Anaal Nathrakh. Il titolo dell'album è una citazione dal primo atto de La tempesta di William Shakespeare.

## Tracce
1. Solifugae – 1:05
2. Der Hölle Rache Kocht In Meinem Herzen [1]. – 3:39
3. Screaming of the Unborn – 2:46
4. Virus Bomb – 3:36
5. The Final Absolution – 3:55
6. Shatter the Empyrean – 3:05
7. Lama Sabachthani – 3:48
8. Until the World Stops Turning – 2:53
9. Genetic Noose – 3:34
10. Sanction Extremis (Kill Them All) – 3:33
11. Castigation and Betrayal – 4:02

## Formazione
- Irrumator - tutti gli strumenti
- V.I.T.R.I.O.L. - voce
- Shane Embury (Napalm Death) - basso in "Shatter the Empyrean" e "Screaming of the Unborn"
- Joe Horvath (Circle of Dead Children) - voce in "Genetic Noose"